# Pace (Floride)
Pace est une census-designated place du comté de Santa Rosa, dans l'État de Floride, aux États-Unis,. En 2020, elle compte une population de 24 684 habitants.